# Рихард Фридрих фон Дона-Шлобитен
Рихард Фридрих фон Дона-Шлобитен (на немски: Richard Friedrich Burggraf und Graf zu Dohna-Schlobitten; * 6 април 1807, Кьонигсберг, Прусия; † 12 юли 1894, Шлобитен) е бургграф и граф на Дона-Шлобитен в Източна Прусия/Полша.

## Биография
Той е вторият син (трето от седемте деца) на бургграф и граф Вилхелм Хайнрих Максимилиан фон Дона-Шлобитен (1773 – 1845) и съпругата му графиня Амелия фон Шлибен (1777 – 1845), дъщеря на граф Фридрих Вилхелм фон Шлибен († 1783) и графиня Каролина фон Шлибен. По-големият му брат е неженения Александер Хайнрих Вилхелм (1804 – 1883).
Рихард Фридрих фон Дона-Шлобитен следва право в Хайделберг. След следването започва пруска дипломатическа дейност и от 1835 до 1847 г. е съветник в посолствата в Торино и Брюксел. След смъртта на баща му през 1845 г. той го наследява и напуска държавната служба.
През 1847 г. Рихард получава място в „Обединения ландтаг“. От 1850 г. е в парламента на Ерфурт, а през 1852 г. е избран във „Втората Камера“.
През 1856 г. получава наследствено място в „Херенхауз“. От 1867 до 1879 г. той е обермаршал в Кралство Прусия и от 1879 г. е „ландхофмайстер“, отговорен за настаняването на краля, когато е в Източна Прусия. През 1887 г. получава Орден Черен орел.
Рихард Фридрих фон Дона-Шлобитен умира на 87 години на 12 юли 1894 г. в Шлобитен.

## Фамилия
Рихард Фридрих фон Дона-Шлобитен се жени на 6 юни 1835 г. в Шлобитен за трушсеса графиня Матилда Фридерика Максимилиана Йозефина фон Валдбург-Капустигал (* 23 януари 1813, Хехинген; † 1 декември 1858, Шлобитен), наследничка на Капустигал и др., дъщеря на дипломата трушсес граф Фридрих Лудвиг III фон Валдбург-Капустигал (1776 – 1844) и принцеса Мария Антония Филипина Йозефина фон Хоенцолерн-Хехинген (1781 – 1831), дъщеря на княз Херман фон Хоенцолерн-Хехинген (1751 – 1810). Те имат децата:
- Антония Амалия Мари (* 10 юни 1836, Торино, Италия; † 24 септември 1897, Хомбург), омъжена на 10 януари 1856 г. във Валдбург за граф Йоханес фон Заурма фрайхер фон и цу дер Желч (* 23 януари 1832; † 24 март 1891)
- Мари (*/† 29 август 1837, Торино)
- Рихард Вилхелм Лудвиг фон Дона-Шлобитен (* 17 август 1843, Торино; † 21 август 1916, Вилна), 1. княз от 1900 г., женен на 20 юли 1868 г. в Шлобитен за бургграфиня и графиня Амелия Мариана София фон Дона-Шлодиен (* 1 ноември 1837, Шарлотенбург; † 18 авгзст 1906, Шлобитен)
- Еберхард фон Дона-Шлобитен (* 11 август 1846, Кьонигсберг, Прусия; † 2 юли 1905, Валдбург), бургграф и граф, женен на 26 септември 1874 г. в Поданген за графиня Елизабет фон Каниц (* 11 март 1851, Поданген; † 26 ноември 1936, Валдбург)
- Манфред Карл Лудвиг (* 3 август 1848, Кьонигсберг; † 20 януари 1868, Берлин, на 19 години)